# Muayad al-Haddad
Muayad Rahyam Dżamal al-Haddad (arab. ‏مؤيد الحداد‎; ur. 3 marca 1958) – kuwejcki piłkarz, reprezentant kraju.
Uczestnik Igrzysk Olimpijskich 1980. W 1982 został powołany przez trenera Carlosa Alberto Parreirę na Mistrzostwa Świata 1982, gdzie reprezentacja Kuwejtu odpadła w fazie grupowej.